# Otocryptis beddomei
Otocryptis beddomei là một loài thằn lằn trong họ Agamidae. Loài này được Boulenger mô tả khoa học đầu tiên năm 1885.

## Hình ảnh

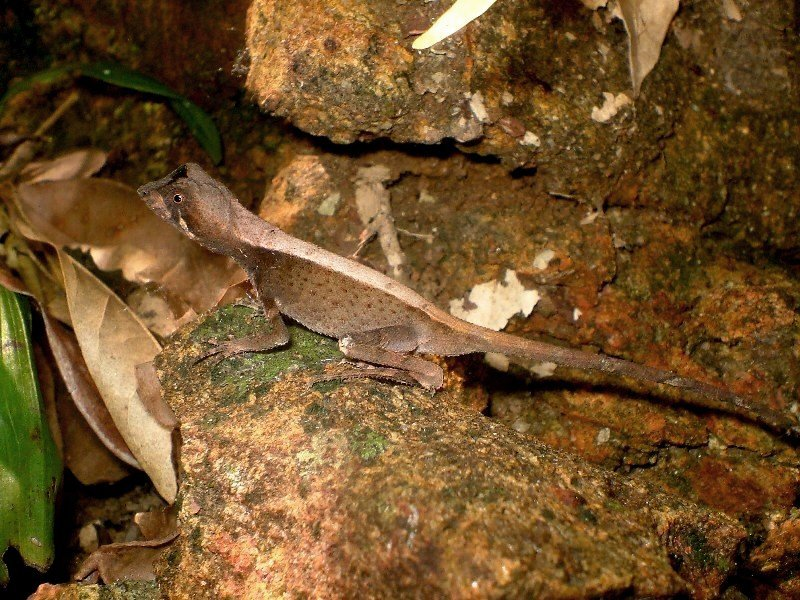